# Eiszeit (Heldmaschine-Album)
Eiszeit ist das siebte Studioalbum der deutschen Band Heldmaschine. Es erschien am 14. März 2025.

## Geschichte

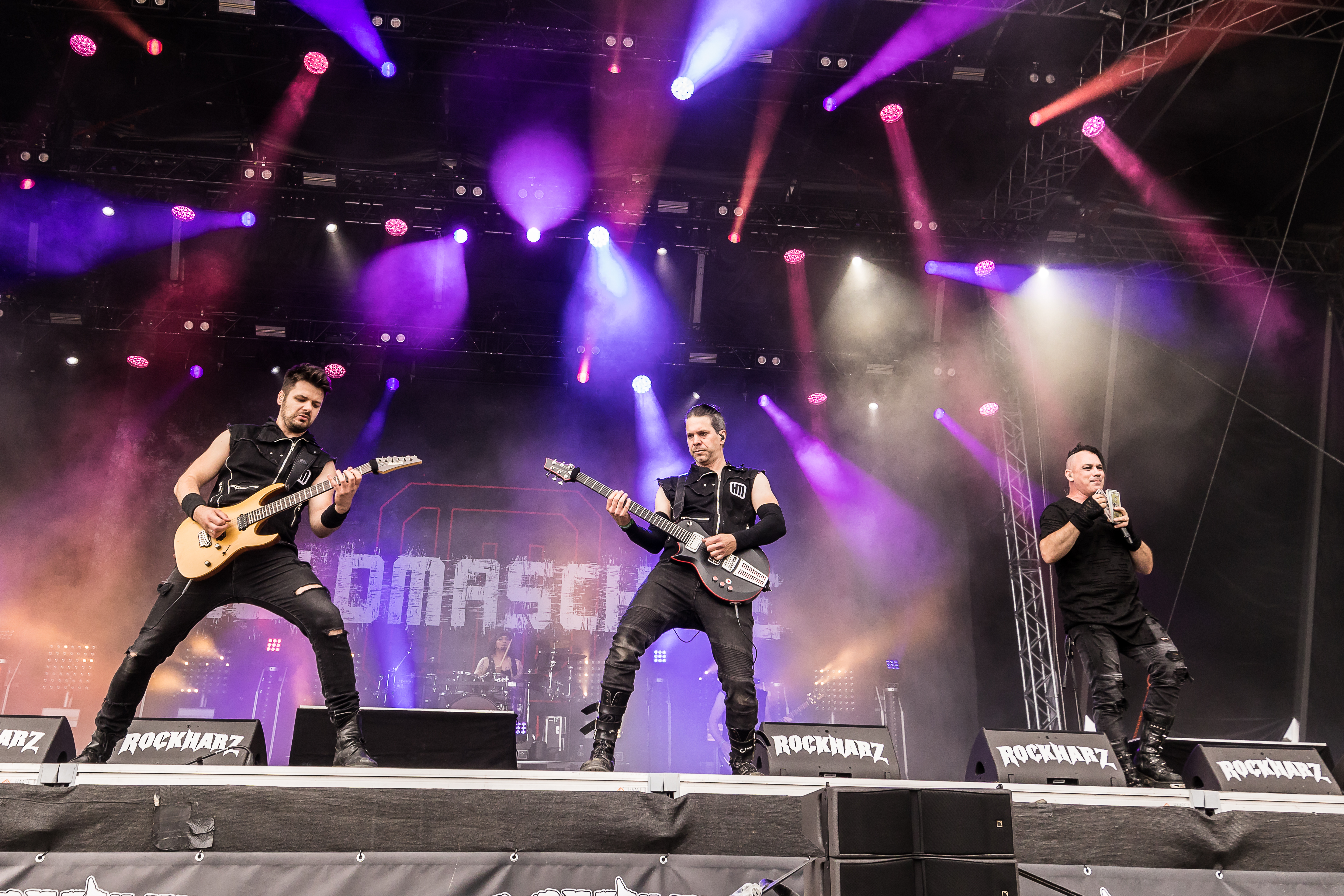
Heldmaschine (2024)

Während der Flächenbrand-Tour des gleichnamigen Albums, vom 6. März 2024 bis zum 24. März 2024 und vom 2. Oktober 2024 bis zum 19. Oktober 2024, wurde nebenbei an einem weiteren Studioalbum gearbeitet.
Am 26. April 2024 erschien die Single Karl Denke. Das Lied handelt vom deutschen Serienmörder und Kannibalen Karl Denke und diente als Soundtrack zum gleichnamigen Film von Heintje Peter, in diesem Sänger René Anlauff in der historischen Rolle des Vincent Oliver mitspielte.
Das Album erschien am 14. März 2025 im deutschen Handel. Am selben Tag wurde eine Release-Show im Kubana in Siegburg gefeiert. Ab dem 30. April 2025 begleitete Heldmaschine die Band Eisbrecher auf deren Kaltfront-Tour 2025 als Special Guest.

## Allgemeines

### Versionen
Das Album Eiszeit wurde am 14. März 2025 in Deutschland veröffentlicht und erschien als CD, MP3-Download und als Vinyl. Zusätzlich erschien eine Special Fan Edition, die neben der CD ein besticktes Handtuch, Autogrammkarten, Sticker, ein Echtheitszertifikat und ein T-Shirt enthielt.

### Illustration
Das Cover zeigt einen Schädel nach links blickend, der zur einen Hälfte skelettiert, zur anderen mechanisch ist. Aus seinem Mund kommt ein eisiger Atem. Der Hintergrund ist horizontal halbiert. Die obere Hälfte zeigt einen Nachthimmel, die untere Hälfte eine Flusslandschaft mit Bergen. Außerdem sind in Großbuchstaben Band- und Albumname dargestellt.

## Titelliste
| #  | Titel            | Länge |
| -- | ---------------- | ----- |
| 1  | Meine Welt       | 4:15  |
| 2  | Schlag mich      | 3:57  |
| 3  | Raus             | 3:53  |
| 4  | Schachmatt       | 4:27  |
| 5  | Nur ein Lächeln  | 5:58  |
| 6  | Ich bin ein Star | 4:32  |
| 7  | Hand in Hand     | 4:41  |
| 8  | Webterrorist     | 3:42  |
| 9  | Eiszeit          | 4:12  |
| 10 | Keine Angst      | 4:16  |
| 11 | Sehnsucht        | 4:10  |
| 12 | Schlafspiel      | 4:55  |
| 13 | Karl Denke       | 4:52  |

## Rezeption
Julia Susewind ist in ihrer Review für Vollgas Richtung Rock der Meinung, dass es sich um einen „sehr abwechslungsreichen Longplayer“ handelt und ist von der Energie des Albums überzeugt.